# اوراس ورنه
اوراس وِرنِه (فرانسوی: Horace Vernet‎؛ ۳۰ ژوئن ۱۷۸۹ – ۱۷ ژانویه ۱۸۶۳) نقاش و عکاس اهل فرانسه بود که بیشتر در نقاشی صحنه‌های نبرد، پرتره و موضوعات دنیای شرق دست داشت.
او برندهٔ نشان لژیون دونور شده‌است.

## نگارخانه

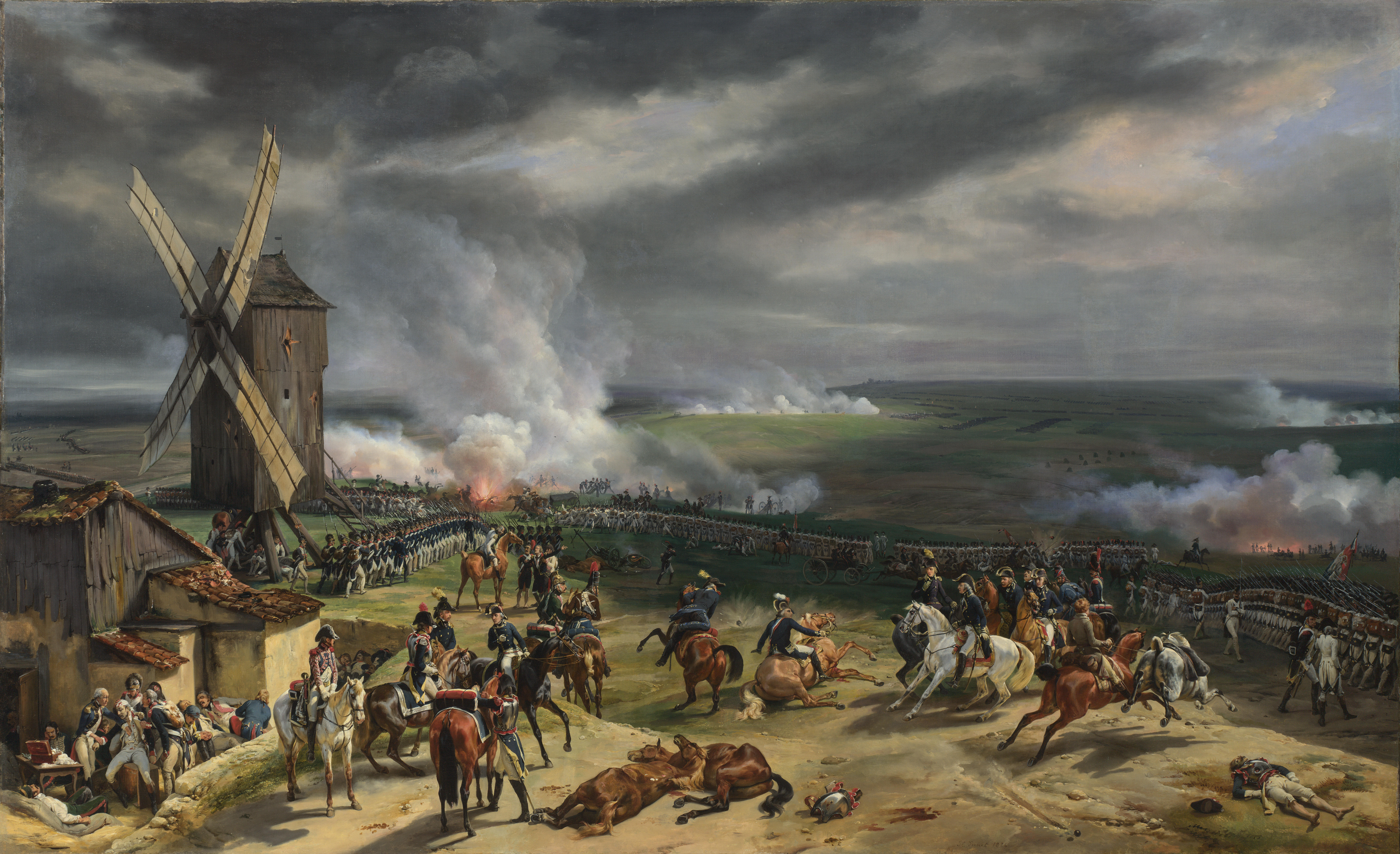
نبرد والمی (نقاشی) (۱۸۲۶)
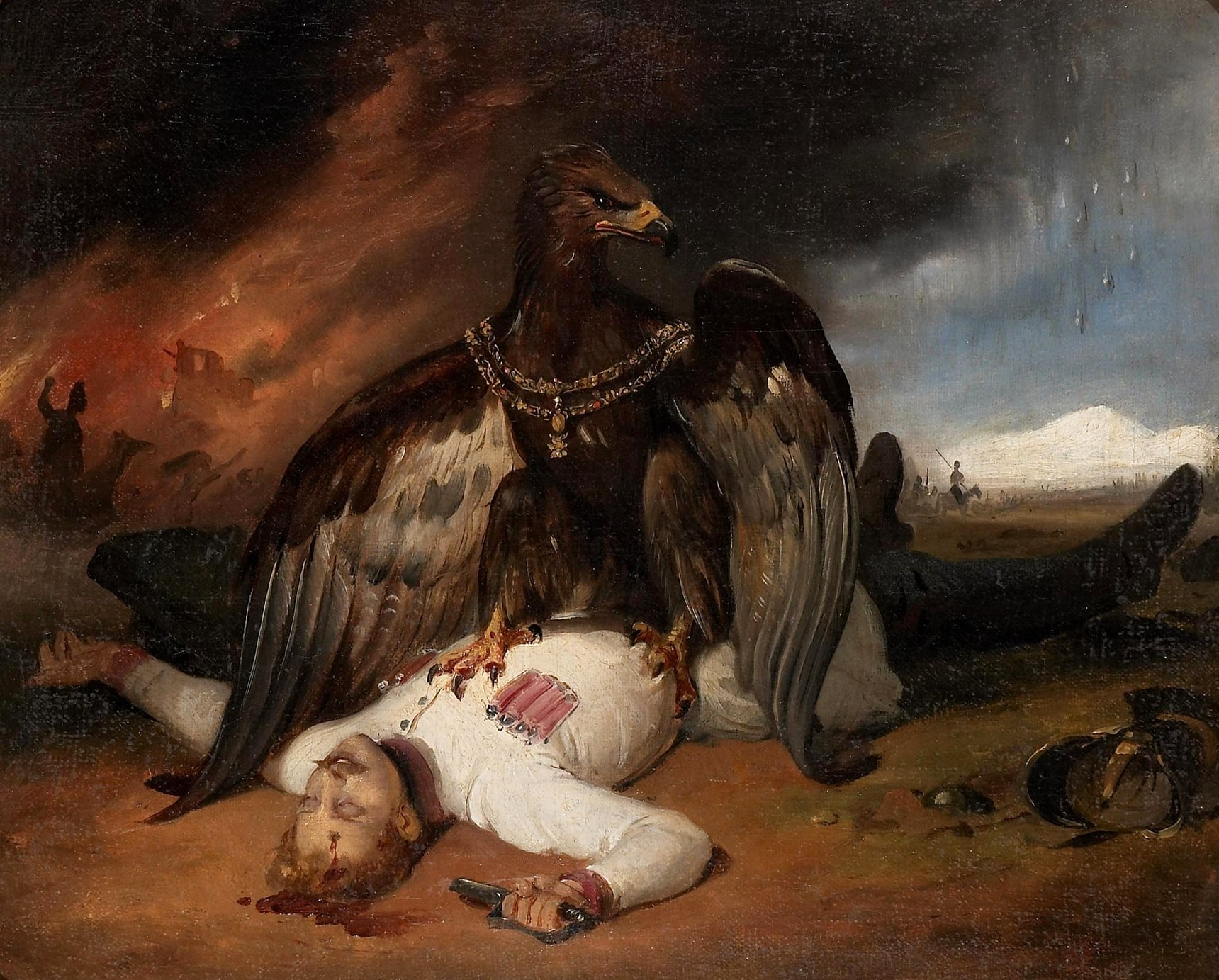
پرومتئوس لهستانی (۱۸۳۱)
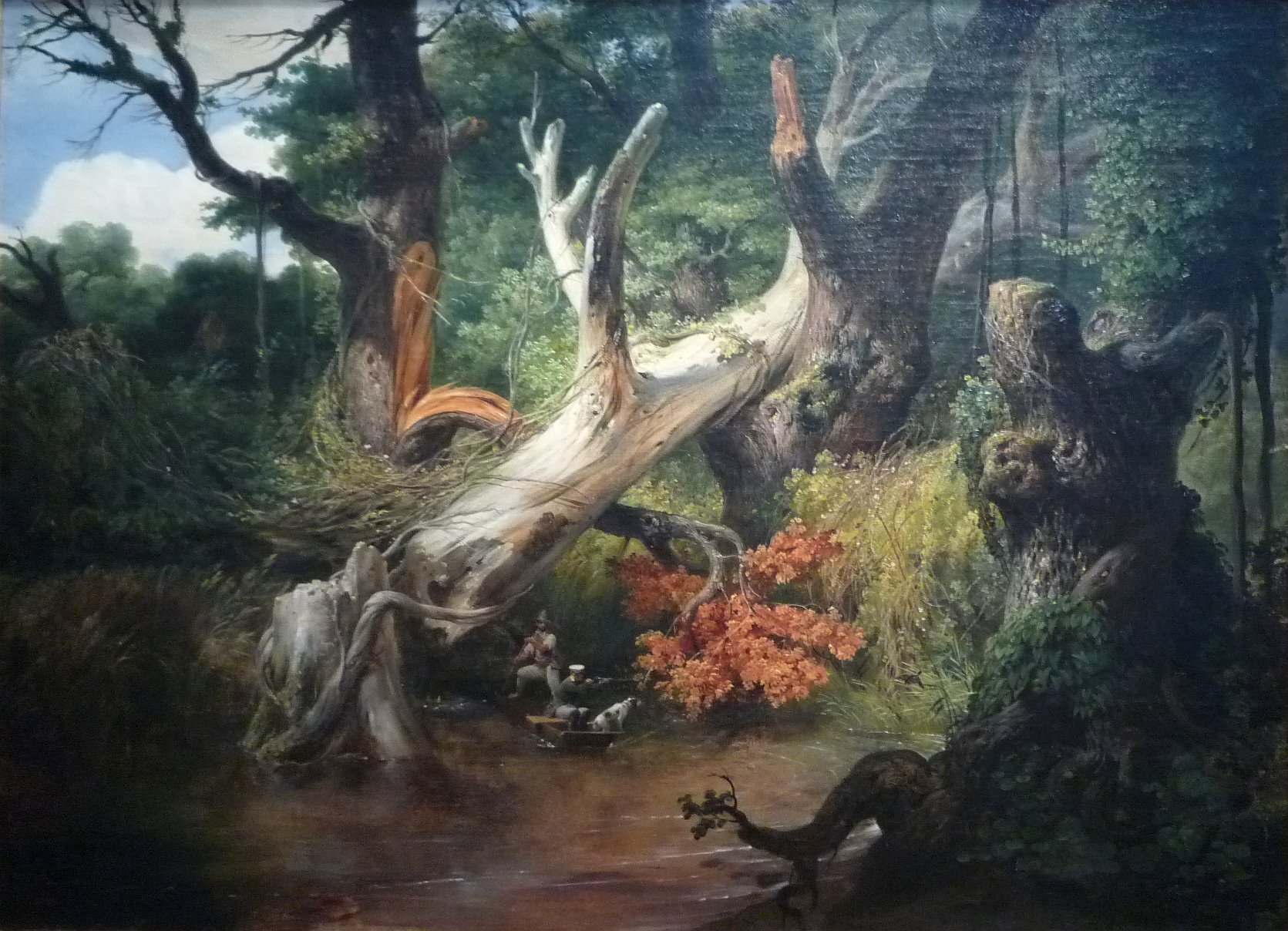
شکار در مرداب های پونتین (۱۸۳۳)
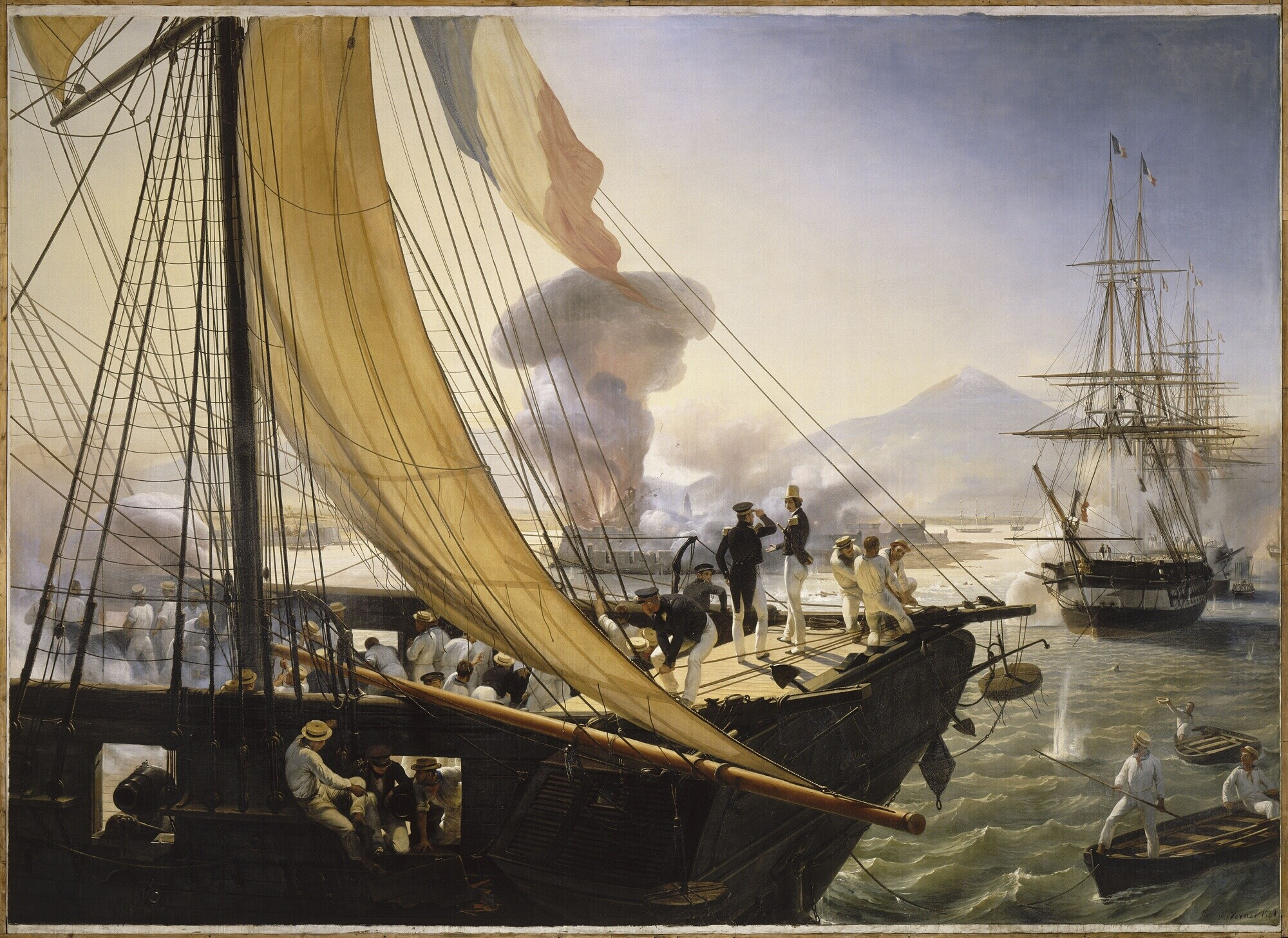
صحنه‌ای از هیئت اعزامی مکزیکی در سال ۱۸۳۸ (۱۸۴۱)
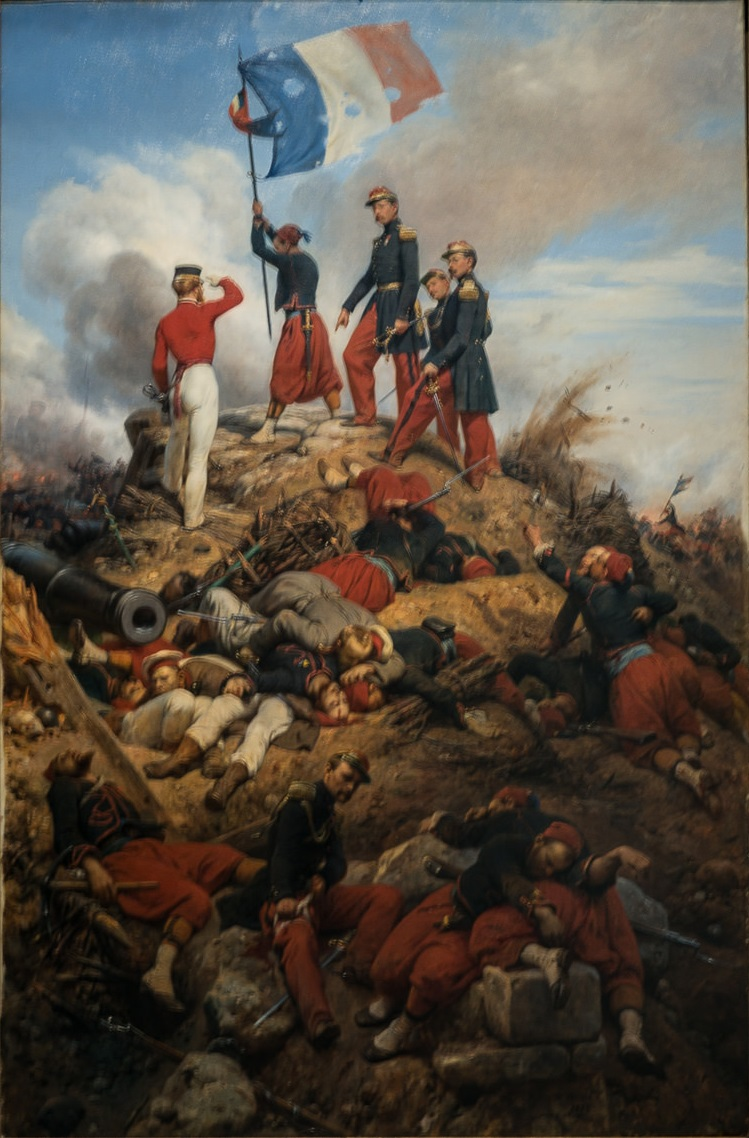
تسخیر مالاکوف ردوبت (۱۸۵۸)
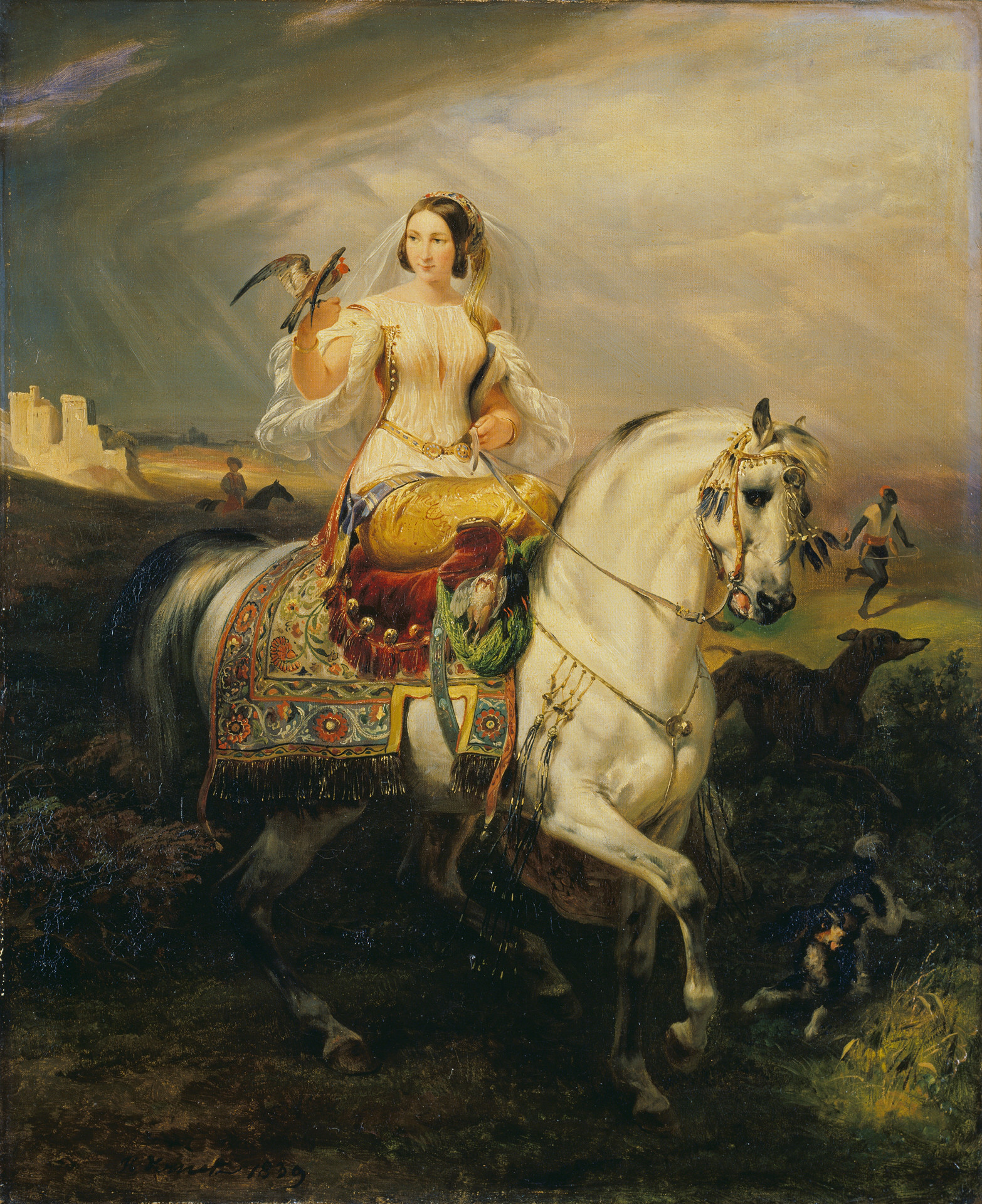
بانوی الجزایری هاوکینگ (۱۸۲۹)
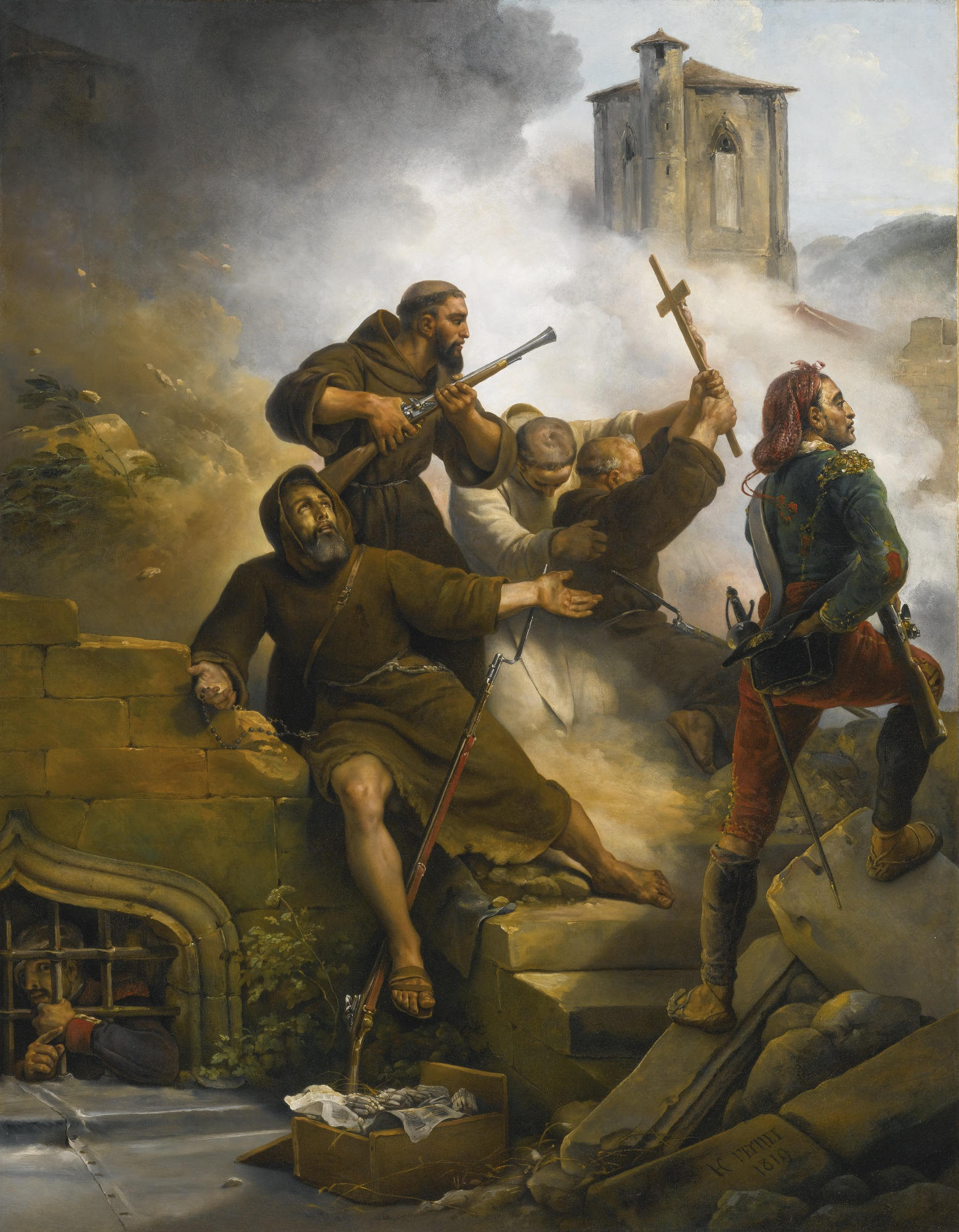
محاصره ساراگوسا (۱۸۱۹)
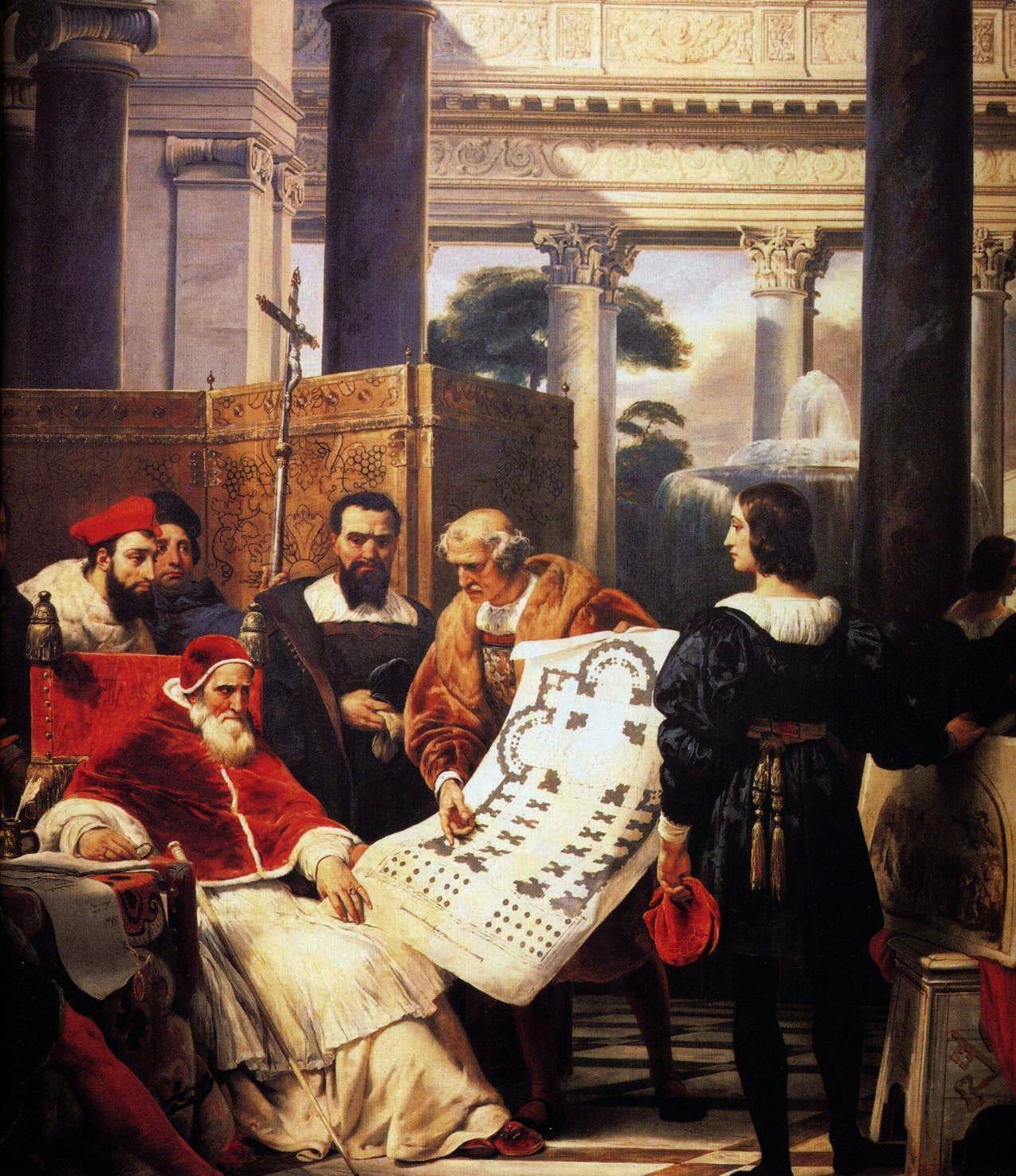
پاپ ژولیوس دوم به برامانته و میکل آنژ دستور داد که کلیسای سنت پیتر را طراحی کنند (۱۸۲۷)
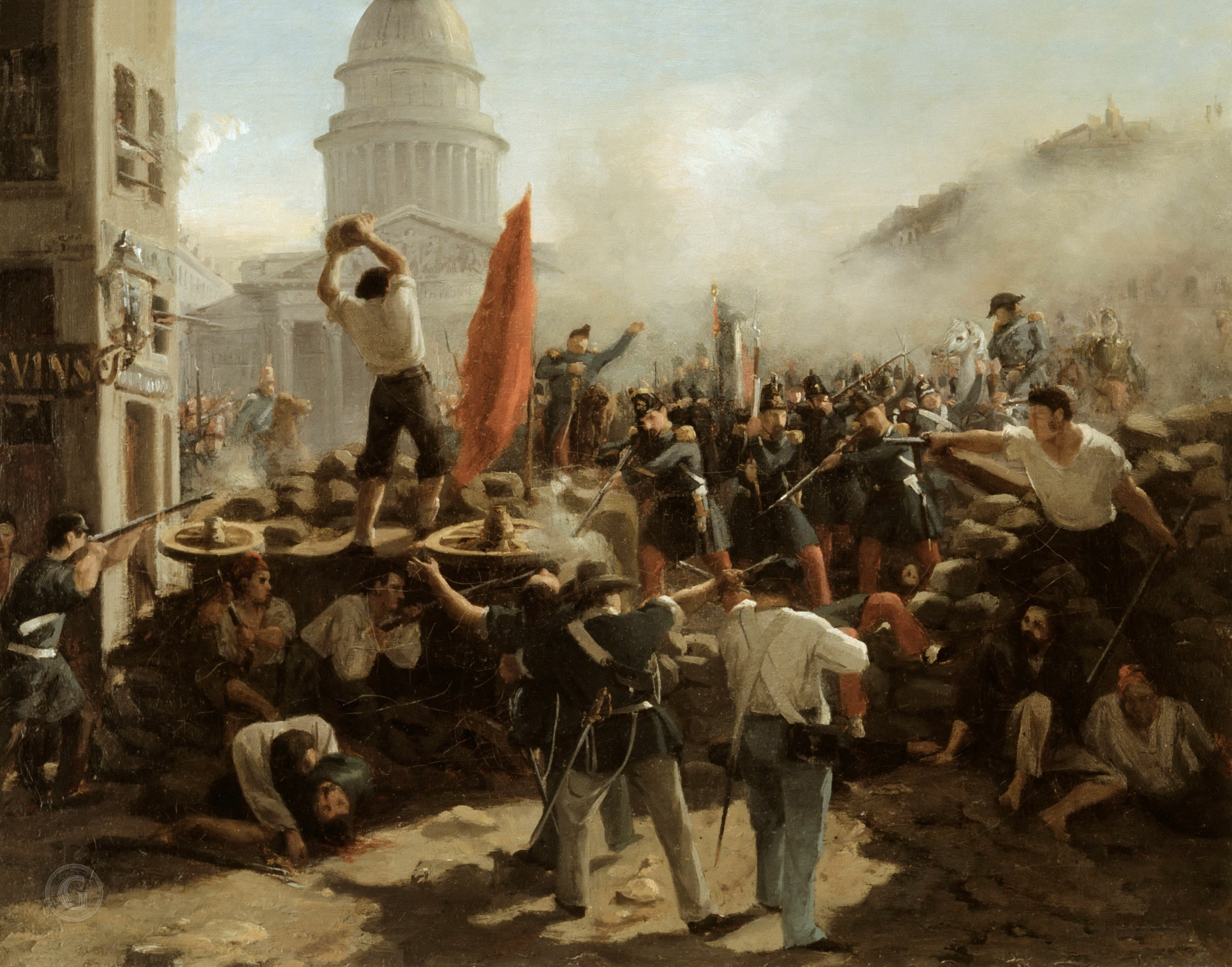
نبردهای خیابانی در خیابان سوفلوت، پاریس، ۲۵ ژوئن ۱۸۴۸
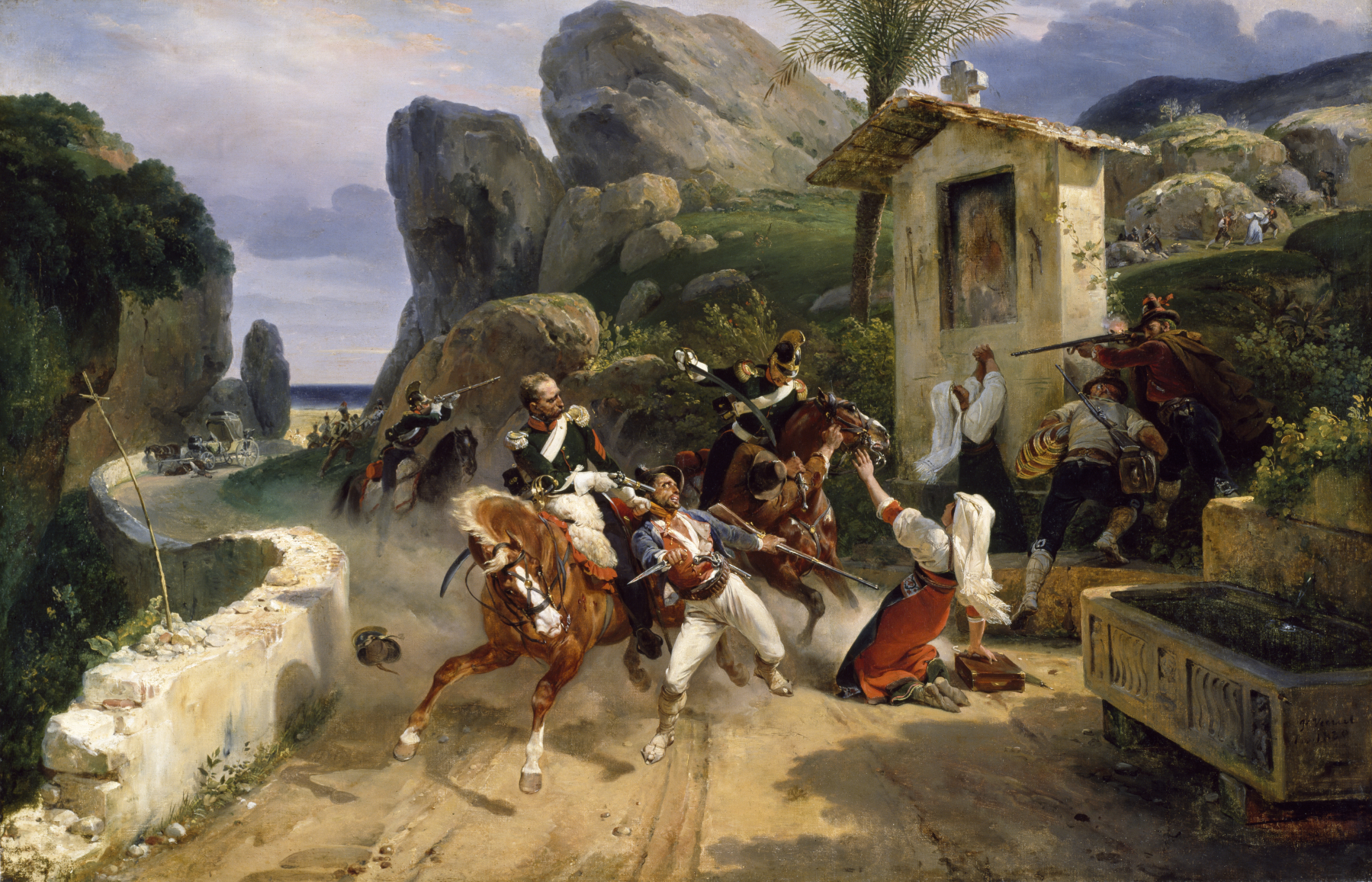